# Jacques Lhuissier
Jacques Lhuissier est un footballeur et instituteur  français, né le 10 septembre 1948 à Laval. Il était défenseur latéral gauche.

## Biographie
Issu d'une famille sportive, il est junior au Stade lavallois en 1965, et joue l'ouverture de la finale du championnat de France amateur, où les Lavallois s'inclinent face au Gazélec d'Ajaccio au Parc des Princes (1-0), devant 15 950 spectateurs. Il effectue toute sa carrière au Stade lavallois. 
Il joue en équipe première en 1968 comme amateur avec comme entraîneur Michel Le Milinaire.
Il est blessé à la cuisse en 1974. Éloigné des terrains plusieurs mois, il perd sa place. Il demeure au club, et suit son évolution : il joue en Division 1 lors des saisons 1976-1977 et 1977-1978. Il est capitaine de l'équipe réserve, et participe aux entraînements de l'équipe première. En 1979, à la fin de sa carrière, il part jouer à Fougères. Au total, il dispute 2 matchs en Division 1 et 79 matchs en Division 2.
Actuellement, instituteur à la retraite, il est secrétaire de l'US Saint-Berthevin.